# Trần Văn Lắm
Trần Văn Lắm (30 tháng 7 năm 1913 – 6 tháng 2 năm 2001) là Ngoại trưởng Việt Nam Cộng hòa, từ năm 1969 đến năm 1973, Chủ tịch Thượng Nghị viện VNCH từ năm 1973 đến năm 1975.

## Tiểu sử
Ông chào đời ở Chợ Lớn trong một gia đình gốc Hoa kinh doanh bất động sản, nhưng ra Bắc nhập học và tốt nghiệp Dược khoa Viện Đại học Đông Dương ở Hà Nội năm 1939.

## Hoạt động chính trị
Ông bước chân vào chính trường khi đắc cử Hội đồng Thị xã Sài Gòn năm 1952. Khi người Pháp rút khỏi Việt Nam và Thủ tướng Ngô Đình Diệm lập nền cộng hòa năm 1955 thì ông đắc cử vào Quốc Hội Lập Hiến Việt Nam Cộng hòa và làm chủ tịch Quốc hội 1956-1957. Vào năm 1961, ông được bổ làm Đại sứ Việt Nam đầu tiên sang Úc và New Zealand đến năm 1964. 
Chủ tịch Hội đồng Quản trị Ngân hàng Công thương (1964-1967). 
Phó Chủ nhiệm Câu Lạc Bộ Golf Saigon 1965 - 1967. 
Quản đốc Công ty Dược phẩm Saigon 1964 - 1967. 
Ra tranh cử vào Thượng Nghị Viện, Thụ uỷ Liên danh 3 "Đoàn Kết Để Tiến Bộ" và đắc cử Thượng Nghị Viện trong cuộc bầu cử ngày 3 tháng 9 năm 1967 (cùng ngày bầu cử Tổng thống Đệ nhị VNCH).
Được bổ làm Ngoại Trưởng (Tổng trưởng Ngoại giao) từ 1969 đến 1973 và là trưởng phái đoàn Việt Nam Cộng Hòa ở hòa đàm Paris. Sau khi ký kết Hiệp định Paris 1973, ông tiếp tục cương vị Ngoại Trưởng cho đến ngày 10-7-1973 xin nghỉ giả hạn không lương để ra tranh cử Bán phần Thượng Nghị Viện (tổ chức ngày 26-8-1973 ) với Liên danh "Bạch Tượng" và đắc cử. Tiếp đó ông được bầu làm Chủ tịch Thượng Viện Việt Nam Cộng Hòa (thay thế vị tiền nhiệm là Nghị sĩ Nguyễn Văn Huyền) và tại nhiệm đến tháng Tư năm 1975.
Vào đầu năm 1975 khi tình hình quân sự miền Nam dần dần suy sụp ông sang Washington, DC cố vận động chính phủ Mỹ ra tay viện trợ nhưng không thành. Khi thấy không còn cách nào cứu vãn, ông tìm cách vận động giao quyền lại cho Dương Văn Minh để điều đình với Việt Nam Dân chủ Cộng hòa.
Sau năm 1975 ông tỵ nạn ở Úc. Tại Úc cuộc đời thăng trầm của ông được đài truyền hình ABC của Úc ghi lại trong một phim tài liệu dưới tên All Points of the Compass (Mọi hướng trên địa bàn).
Ông mất ngày 6 tháng 2 năm 2001 ở Canberra.